# Silene physocalycina
Silene physocalycina är en nejlikväxtart som först beskrevs av Heinrich Carl Haussknecht och Bornm., och fick sitt nu gällande namn av Melzh. Silene physocalycina ingår i släktet glimmar, och familjen nejlikväxter. Inga underarter finns listade i Catalogue of Life.